# Корнеліс Гейсбрехтс
Корнеліс Гейсбрехтс повне ім'я Корнеліс Норбертус Гейсбрехтс  (нід. Cornelis Norbertus Gysbrechts бл. 1630 — бл. 1683) — фламандський художник другої половини XVII ст., майстер натюрмортів і техніки ілюзорного обману.

## Маловідома біографія

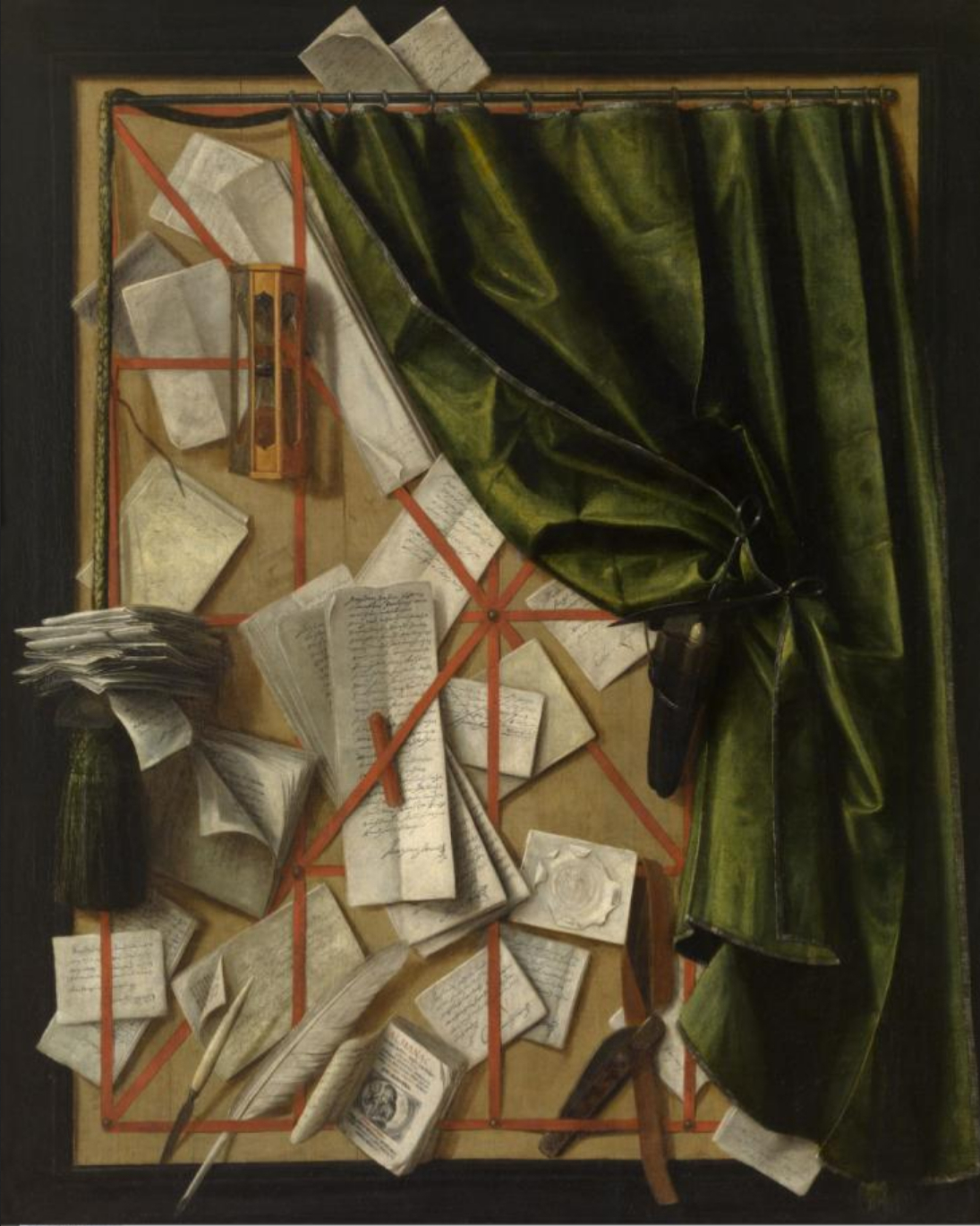
«Кабінетний натюрморт із завісою», 1665 р., Музей витончених мистецтв (Гент)

Належав до забутих художників. Рік народження і смерті означені приблизно.
Жив і працював у місті Антверпен, відомому центрі бароко в Західній Європі. Серед картин митця, що збереглись, найдавніші датовані 1659 роком. Близько 1660 року Корнеліс Гейсбрехтс став членом гільдії Святого Луки в Антверпені.
Покинув Фландрію й став мандрівним майстром. У 1664 році працював в місті Регенсбург, у період 1665–1668 років — в місті Гамбург. У період 1668–1672 років жив у місті Копенгагені, де був придворним художником королів Данії Фредеріка III і Кристіана V. Далі відомості про художника губляться.

## Вибрані твори
- «Натюрморт», Копенгаген
- «Сніданок з оселедцями і цибулею»
- «Натюрморт», Художній музей, Руан
- " Марнота марнот ", Королівський музей Брюссель
- " Марнота марнот ", Каркассон, Франція
- «Натюрморт», Художній музей, Доле
- « Оманка», Королівський замок, Варшава
- «Марнота марнот», до 1680 р., замок Кьотен, Німеччина
- «Марнота марнот», до 1680 р., Художній музей, Страсбург

## Галерея вибраних творів

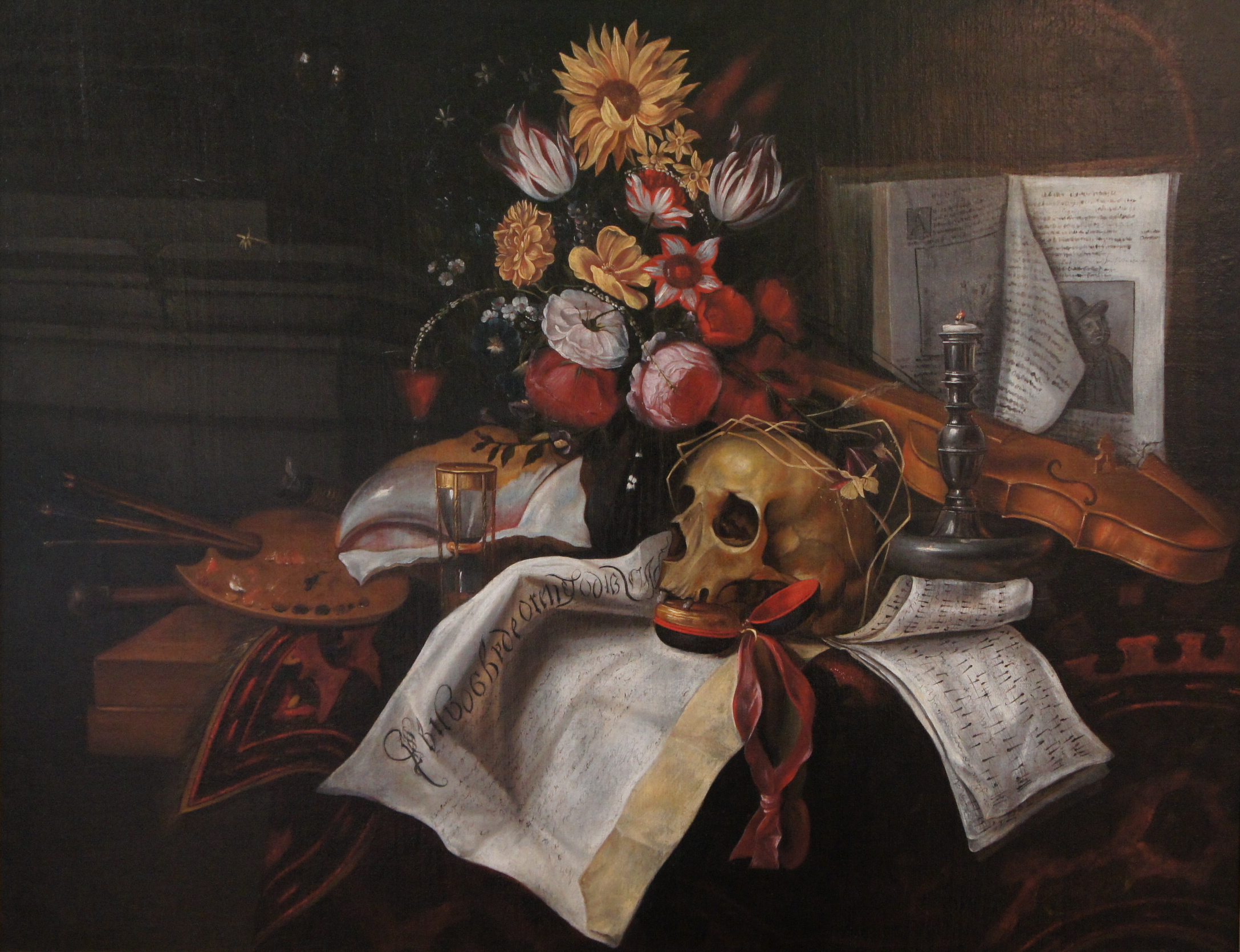
Корнеліс Гейсбрехтс. «Ванітас»
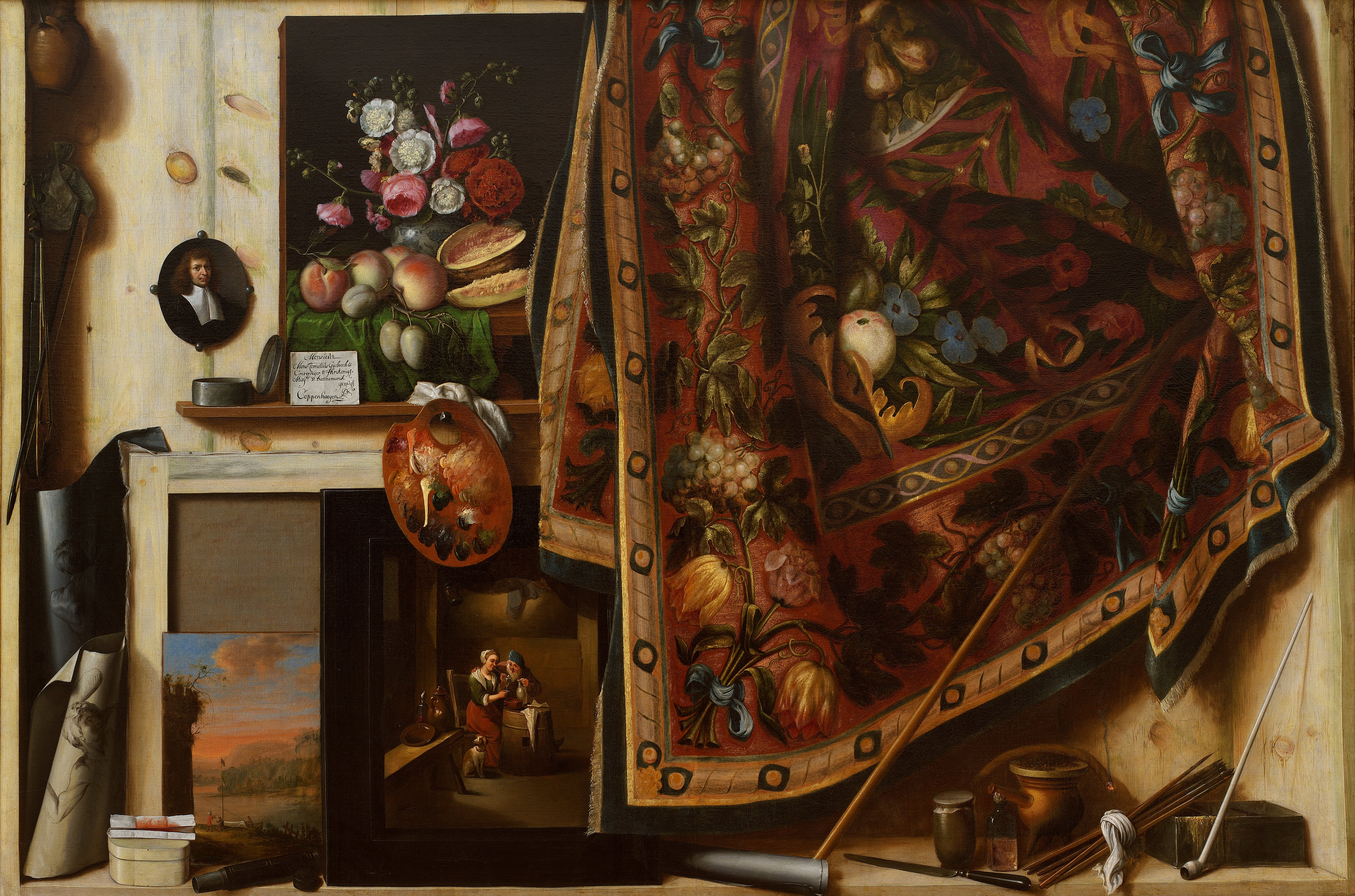
Корнеліс Гейсбрехтс. «Кабінет у студії художника», 1670
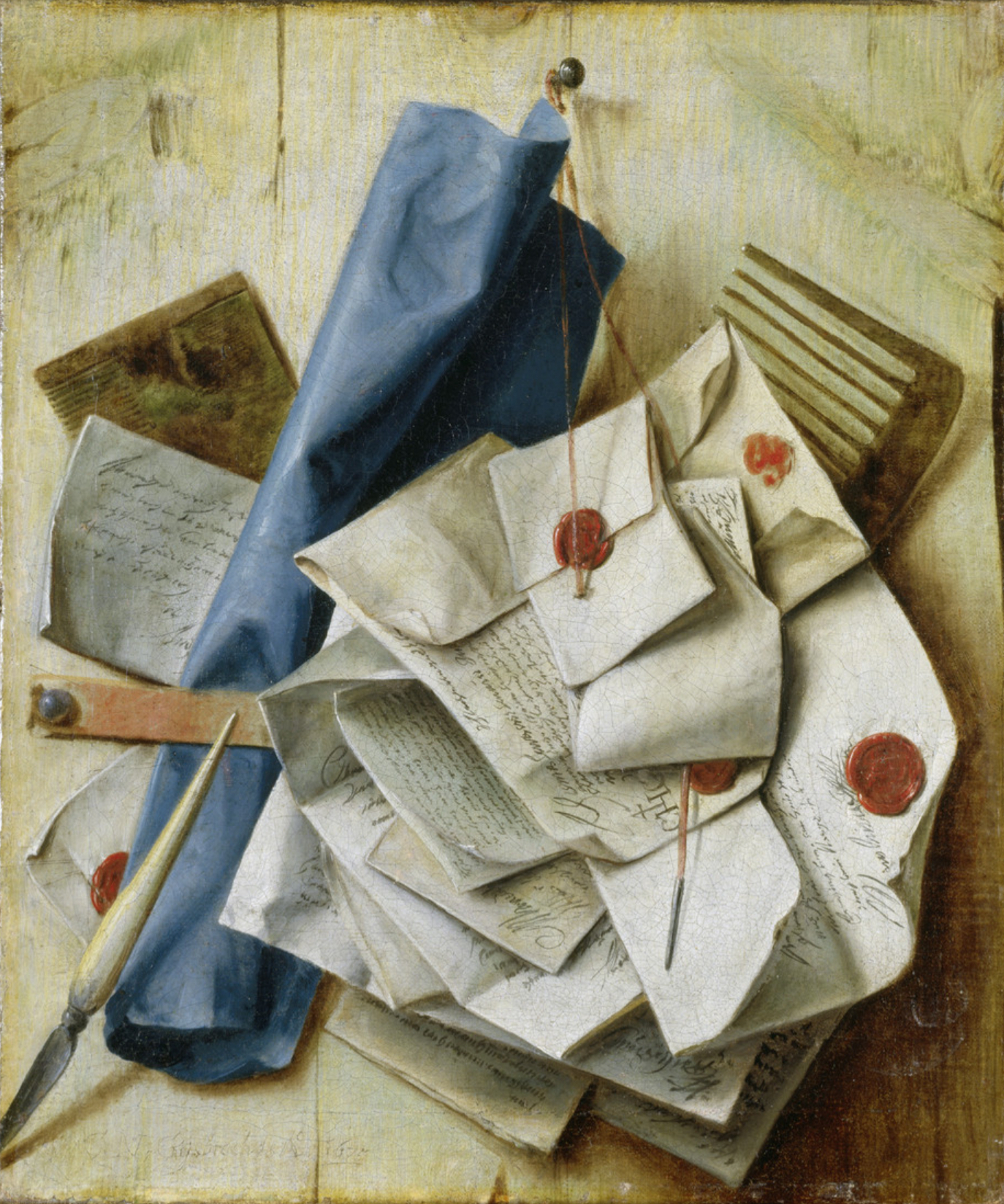
Корнеліс Гесбрехтс. «Оманка» (тромплей з листами й гребінкою), 1675, Музей Вальрафа-Ріхарца,  Кельн
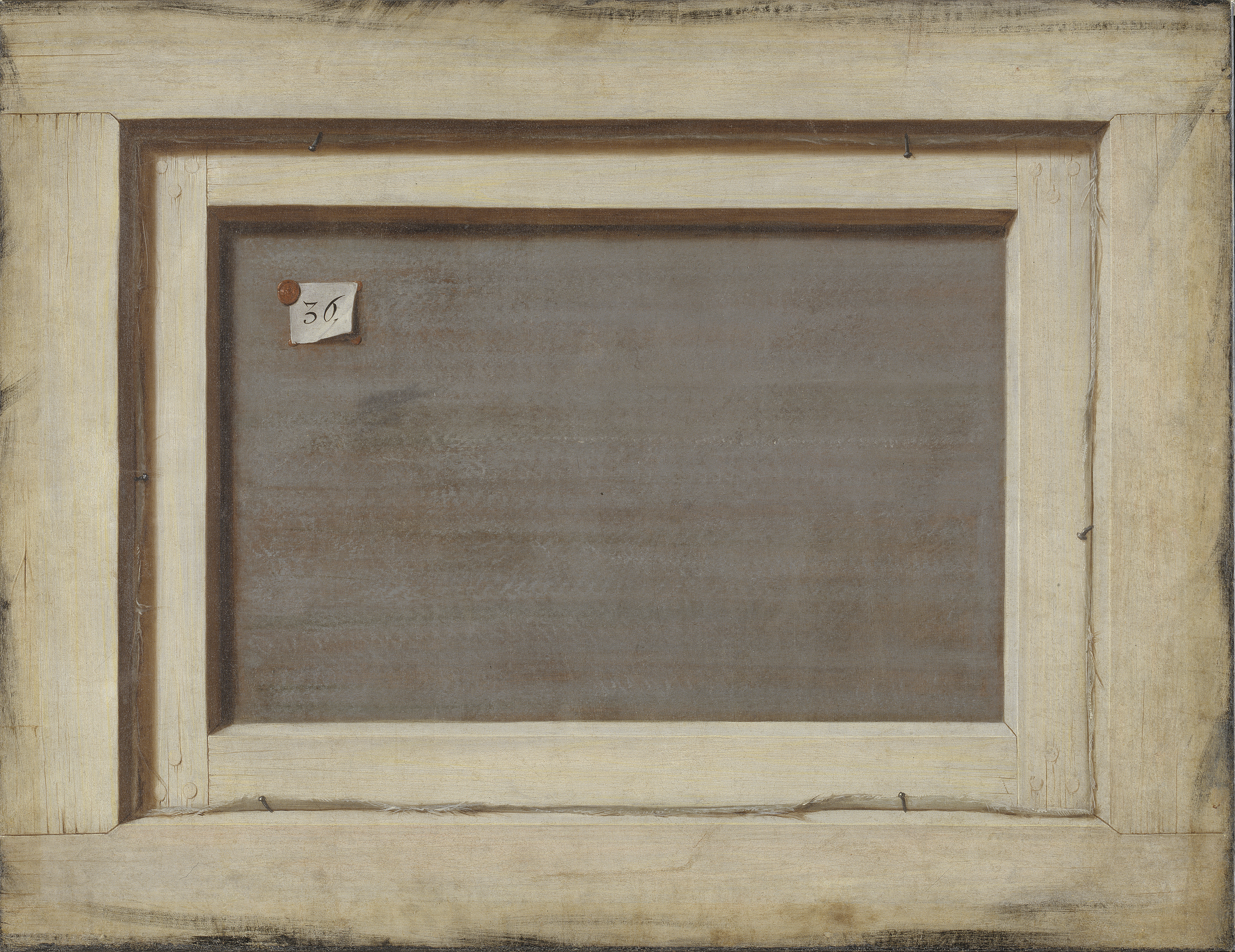
Корнеліс Гейсбрехтс. Зворотній бік натюрморту, датованому 1670 роком
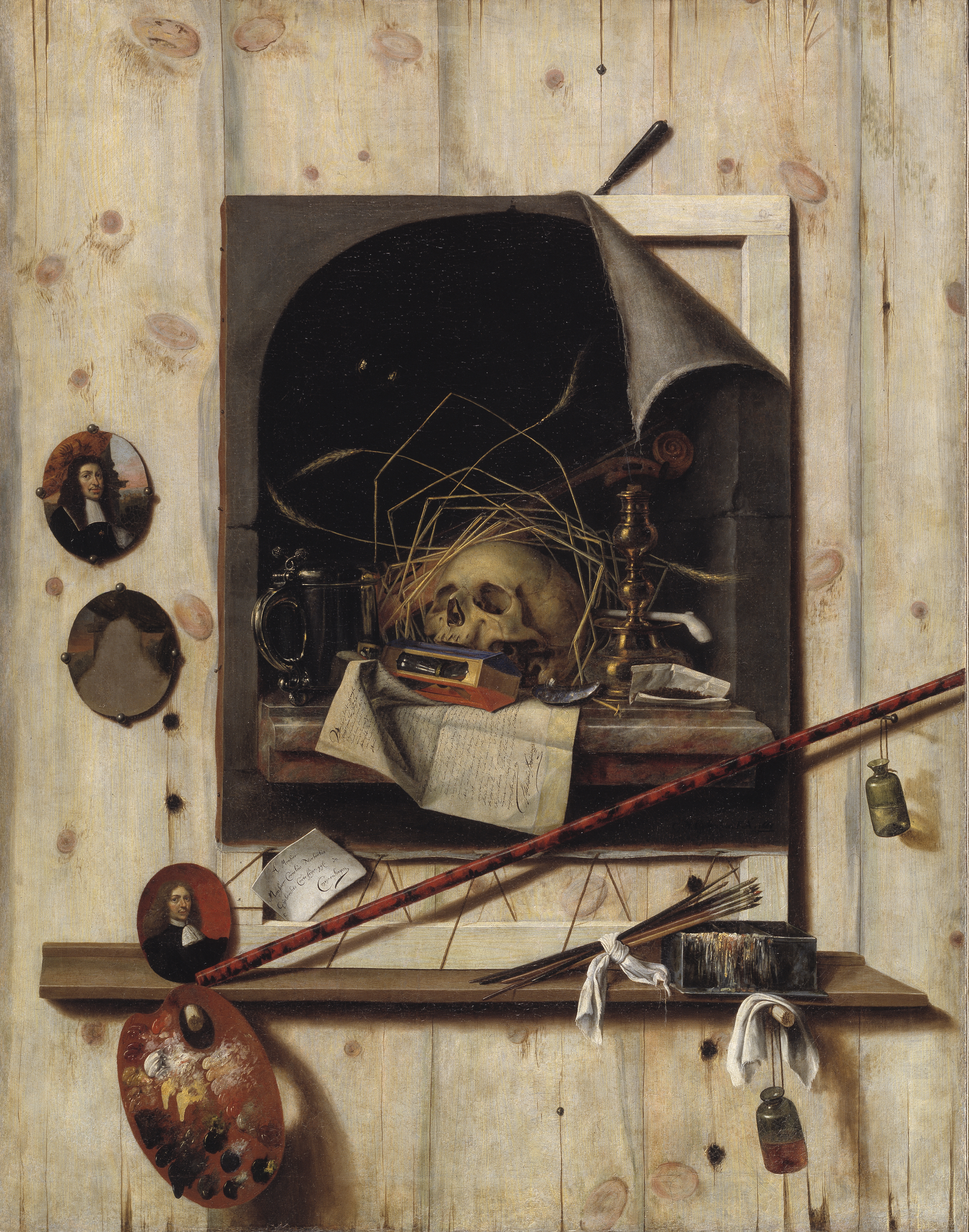
Корнеліс Гейсбрехтс. Натюрморт «Ванитас», 1668, Державний музей мистецтв (Копенгаген)
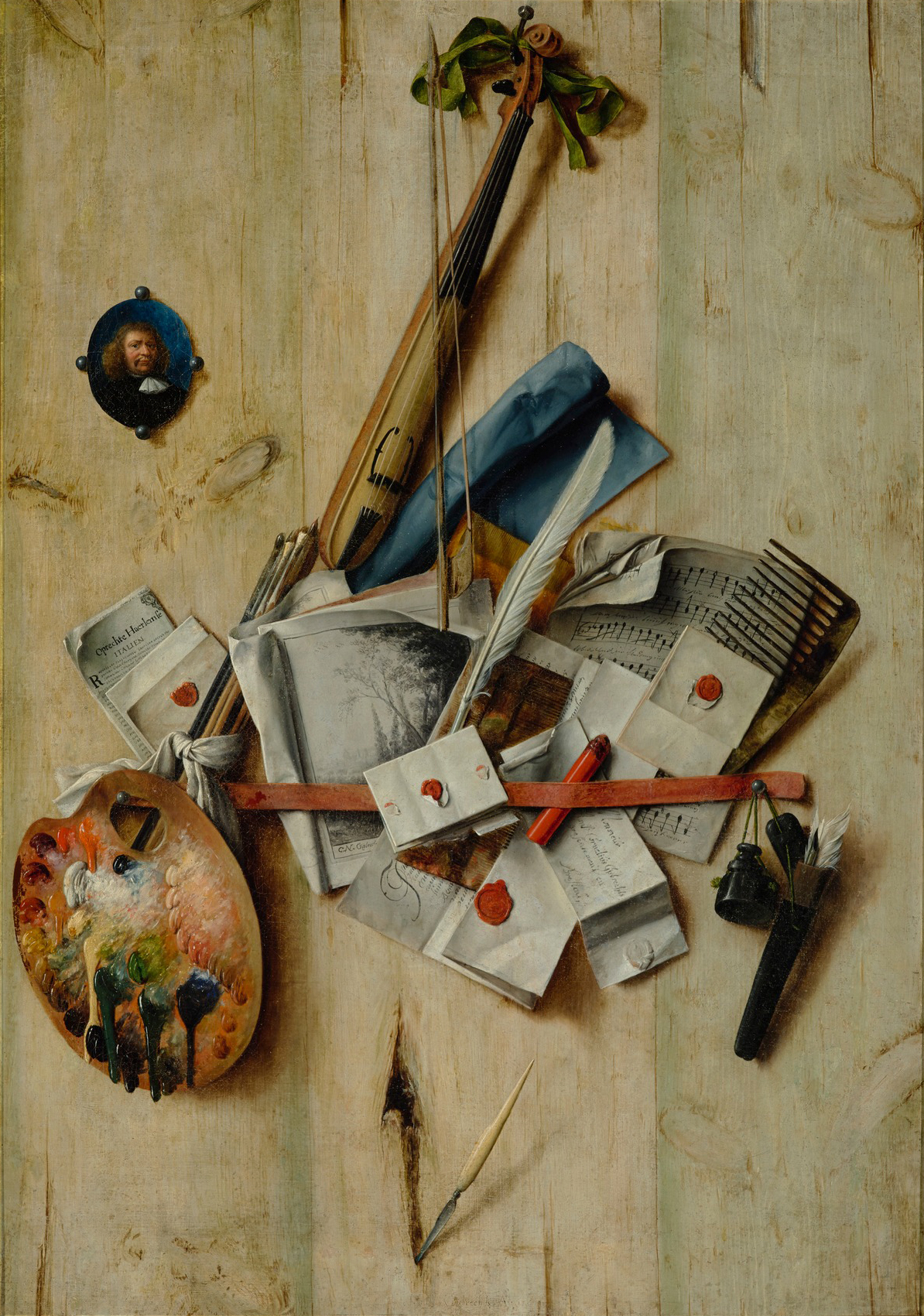
Корнеліс Гейсбрехтс. «. «Корнеліс Гейсбрехтс»,, 1675, Королівський замок у Варшаві
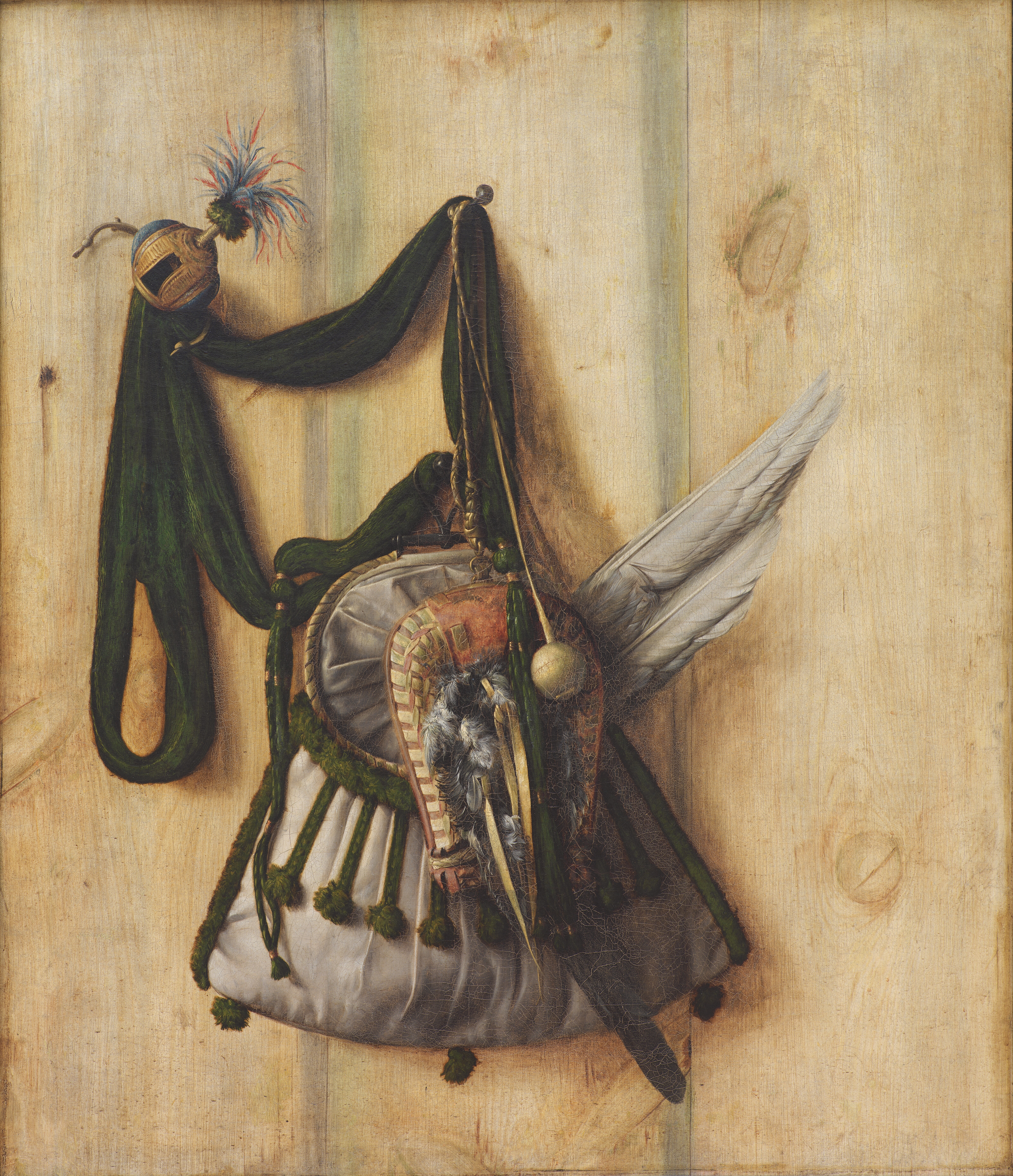
Корнеліс Гісбрехтс. «Корнеліс Гейсбрехтс», 1671, Державний музей мистецтв (Копенгаген)
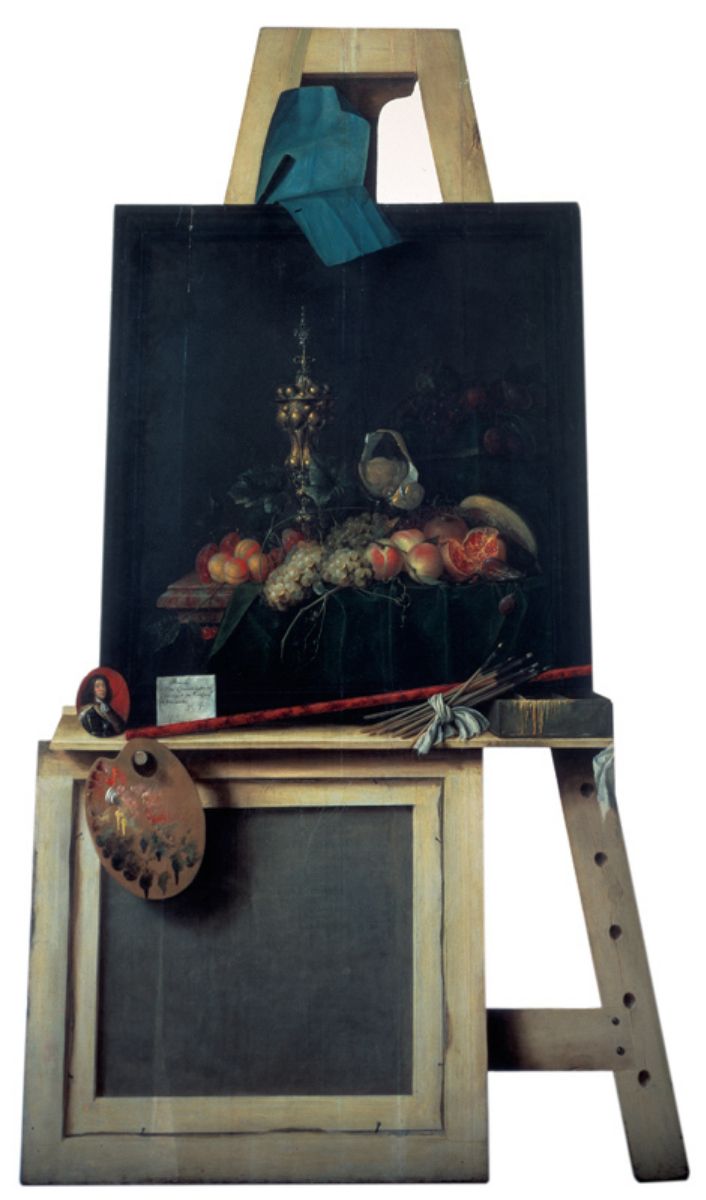
Корнеліс Гісбрехтс. «Мольберт», 1671, Державний музей мистецтв (Копенгаген)

## Див. іще
- Фламандське бароко
- Натюрморт
- Ванітас
- Антверпенська школа
- Проблема часу і бароковий натюрморт
- Живопис фламандського бароко